# Греда
Гредата е конструктивен елемент, при който един от габаритните размери е много по-голям от останалите два. Гредата може да се съпротивлява срещу натоварване по всички направления, което я отличава от пръта, който може да се съпротивлява само срещу натоварване по надлъжната му ос.
Гредите намират широко приложение в строителството, като присъстват в повечето сгради с някои специфични изключения (например, сгради с безгредови плочи или сводови конструкции).
В зависимост от начина на закрепване, гредите имат различни статични схеми – проста греда (със ставни опори в двата края), конзола (единият край е запънат, а другият - свободен), непрекъсната греда (с повече от две ставни опори), герберова греда (с повече от две ставни опори и междинни стави) и т.н. Гредата може да бъде изработена от всякакъв конструкционен материал (стоманобетон, стомана, дърво, алуминий и т.н.), както и да има комбинирано сечение, включващо различни материали (стомана и дърво, стомана и стоманобетон и др.).
Гредите могат да бъдат пълностенни и прътови (ферми). Напречното сечение на пълностенните стоманобетонни греди е най-често правоъгълно, Т-образно или Г-образно. При пълностенните стоманени греди зависи от стоманения профил от който е изработена.